# راک اند رول (ترانه آوریل لوین)
«راک اند رول» (به انگلیسی: Rock n Roll) ترانه‌ای است که توسط هنرمند اهل کانادا آوریل لوین ضبط شده‌است. این اثر در ۲۳ اوت ۲۰۱۳ به‌عنوان دومین تک‌آهنگ از پنجمین آلبوم استودیویی لوین با نام خودش (۲۰۱۳) توسط سونی میوزیک منتشر شد. سرایش ترانه بر عهده لوین، دیوید هاجز، چد کروگر، کارولینا لایر بوده‌است.
این ترانه به رتبه اول در کره جنوبی و تایوان و رتبه پنج در ژاپن رسید. همچنین به رتبه ۳۷ در جدول فروش موسیقی کانادا و به رتبه ۹۱ در ۱۰۰ آهنگ داغ بیلبورد ایالات متحده رسید.